# Riki (cantante)
Riki, pseudonimo di Riccardo Marcuzzo (Segrate, 4 febbraio 1992), è un cantautore italiano.

## Biografia

### Primi anni
Sin da piccolo Riki si è avvicinato al mondo della musica, come ha raccontato lui stesso ai casting della sedicesima edizione del talent show Amici di Maria De Filippi, dove ha dichiarato che il primo brano da lui composto si intitolava Una calza sì una calza no, nata da un taglio provocatosi sul lido che frequentava con i suoi genitori. Dopo gli studi di recitazione e di canto si è diplomato all'Istituto Europeo di Design a Milano, specializzandosi in design del prodotto.
Dopo aver concluso gli studi, ha aperto uno studio di design, abbandonato tuttavia per iniziare il percorso ad Amici di Maria De Filippi.

### 2016-2017: Partecipazione adAmici 16ePerdo le parole
Nella stagione 2016-2017 ha partecipato alla sedicesima edizione del talent show musicale Amici di Maria De Filippi, entrando nella squadra capitanata da Elisa. Dopo aver ottenuto l'accesso alla fase serale del programma, è arrivato in finale dove ha vinto nella categoria canto, ma ha perso lo scontro finale con il vincitore della categoria ballo, il suo compagno di squadra Andreas Müller. Durante il programma viene scoperto da Francesco Facchinetti che in seguito diventerà il suo mentore e manager.
Il 19 maggio 2017 è stato pubblicato per la Sony Music il suo EP d'esordio, Perdo le parole, composto da sette brani, arrivando in cima alla classifica degli album più venduti in Italia. L'album è rimasto al primo posto in classifica per cinque settimane consecutive, ottenendo a un mese e mezzo dalla sua pubblicazione la certificazione di doppio platino risultando inoltre al primo posto tra gli album più venduti in Italia nei primi sei mesi del 2017. Il disco è stato promosso da una tournée e da alcune partecipazioni a festival italiani, come il Wind Music Awards 2017 e il Summer Festival. L'11 settembre il disco è stato certificato triplo disco di platino ed è diventato l'album più venduto del primo semestre 2017.
Nel luglio 2017 ha girato il video del brano Balla con me, con Andreas Müller e la modella Ella Ayalon. Il video è stato poi pubblicato in concomitanza all'uscita del singolo, l'11 agosto, attraverso il suo canale YouTube.
Ad un anno dalla tragedia del terremoto del Centro Italia, Riki ha devoluto il premio della vittoria ottenuto ad Amici di Maria De Filippi alla popolazione di Amatrice.

### 2017-2018:Mania
Il 29 settembre 2017 è uscito il singolo Se parlassero di noi, primo estratto dall'album d'esordio, Mania. Uscito il 20 ottobre del medesimo anno, l'album si compone di altri undici brani ed è stato certificato doppio disco di platino dalla FIMI.
Inoltre, nel 2018 è stato impegnato in tournée in varie città italiane. Il 15 maggio dello stesso anno ha annunciato l'uscita del primo album dal vivo Live & Summer Mania, contenente anche alcuni inediti registrati in studio. Nello stesso anno la rivista Forbes Italia lo ha inserito tra gli under 30 italiani che avranno maggiore impatto nel futuro per la categoria musica.
Nel 2018, grazie al singolo Dolor de cabeza in duetto con i CNCO, durante il Summer Festival Riki ha vinto il premio Radio 105 assegnato dagli ascoltatori e dagli utenti del web che hanno votato di volta in volta la classifica delle migliori canzoni estive. Il brano ha ottenuto anche un discreto successo in Argentina, rendendo Riki noto anche al restante pubblico sudamericano.

### 2019-2022:Popclube Festival di Sanremo 2020
Nel 2019 ha pubblicato il singolo Gossip, volto ad anticipare il suo secondo album di inediti. Nel febbraio 2020 ha partecipato al 70º Festival di Sanremo con il brano Lo sappiamo entrambi, classificandosi all'ultimo posto al termine della manifestazione.
Il 2020 ha inoltre segnato la pubblicazione del secondo album in studio Popclub, promosso dal singolo Litighiamo. Nel dicembre 2021 ha pubblicato il singolo Scusa. Nel giugno 2022 è stato reso disponibile il singolo estivo Ferrari White.

### 2024-presente:Casabase
Dopo due anni di assenza, nell'ottobre 2024, è tornato pubblicando il singolo Quanto sei bella. Il 28 marzo 2025 è uscito il singolo Carillon, il quale lo ha dedicato a sua nonna scomparsa nel febbraio 2024. Il 13 giugno 2025 è uscito il singolo Cha Cha Twist!, in collaborazione con Lorella Cuccarini.

## Discografia

### Album in studio
- 2017 – Mania
- 2020 – Popclub

### Album dal vivo
- 2018 – Live & Summer Mania

## Programmi televisivi
- Amici di Maria De Filippi 16 (Canale 5, 2016-2017) - concorrente, vincitore della categoria canto

## Partecipazioni a manifestazioni canore
- Festival di Sanremo (Rai 1)
  - 2020 – 23º posto sezione "Campioni" con Lo sappiamo entrambi

## Riconoscimenti
- Amici di Maria De Filippi
  - 2017 – Primo classificato della sedicesima edizione nella categoria "Canto"[11]
- Forbes Italia
  - 2018 – Inserimento tra gli under 30 italiani di maggiore impatto nel futuro nella categoria "Musica"[28]
- Summer Festival
  - 2018 – Premio Radio 105 per Dolor de cabeza (con i CNCO)[29]